# Kapcegajtuj
Kapcegajtuj (ros. Капцегайтуй) – wieś w Rosji, w Kraju Zabajkalskim, w rejonie krasnokamieńskim. W 2010 liczyła 467 mieszkańców.